# Elektronikaffald
Elektronikaffald er den affaldsfraktion, der omfatter alle strømforbrugende redskaber, maskiner og instrumenter. Elektronikaffald kaldes visse steder EE-affald (Edb- og Elektronik).
Grundlæggende er elektronikaffaldet alt det, der bruger strøm fra ledning, batteri eller solceller.
Affaldet skilles ad på specialiserede modtagecentre, hvor de reelt elektroniske dele frasorteres og recirkuleres, enten direkte, eller gennem omsmeltning og oparbejdning. Herved spares miljø og samfund for store belastninger, både hvad angår forurening og prisen for at bortskaffe de giftige slagger bagefter.
Ukorrekt bortskaffelse af elektronikaffald rammer som regel forbrændingsanlæggene, og er med til at sende tungmetaller i omløb gennem slagger og røg fra anlæggene.
Tidligere har man visse steder skelnet mellem elektrisk affald og elektronikaffald, hvor forskellen lå i om der sad printplader i udstyret, men fordi mange ikke kunne skelne mellem hvad der var hvad, indgår disse to fraktioner de fleste steder i en helhed, der skilles ad på sorteringsstederne, hvor de ansatte bedre kan skelne mellem begreberne.
Elektronikaffald er blandt andet, men ikke kun: Computere, lommeregnere, babylegetøj med batteri, elektriske armbåndsure, fødselsdagskort der spiller musik når de åbnes, cykellygter, elkedler, boremaskiner, lysdæmpere, massageapparater og mange andre ting.